# 伽拉忒亚
伽拉忒亚（葛拉蒂，希腊文: Γαλατεια、Γαλατια，意为“乳白的”）希腊神话中的涅瑞伊得斯（海中神女）之一，其父为海神涅柔斯，母亲为海仙女多里斯。伽拉忒亚常在西西里的海滨出现，这使住在西西里岛的独眼巨人波吕斐摩斯为她着迷。 巨人热烈的追求伽拉忒亚没有得到回应，嫉恨之下用巨石砸死了她的情人阿喀斯。 伽拉忒亚悲痛万分，把阿喀斯变成西西里岛的一条同名溪流。
英国皇家海军林仙级轻巡洋舰中有一艘命名为伽拉忒亚号。